# Monique R. Siegel
Monique R. Siegel (geboren 12. Februar 1939 in Berlin; gestorben 9. Juni 2019 in Zürich) war eine Wirtschaftsberaterin, Wirtschaftsethikerin und Sachbuchautorin, deren thematischer Fokus auf Chancengleichheit von Frauen in der Erwerbstätigkeit lag.

## Leben und Wirken
Monique Siegel wurde in Berlin geboren, verbrachte hier ihre Kindheit und Jugendjahre. Ihre Schulzeit im Nachkriegsdeutschland war beeinträchtigt, weil Schulen und Räume, aber auch Schulbücher fehlten. Dennoch war sie vom Lernen fasziniert. Mit 17 Jahren beendete sie die Schule und arbeitete mehrere Jahre als Sekretärin für die amerikanischen Alliierten in Berlin, ehe sie 23-jährig in die USA auswanderte. Parallel zu einer Anstellung bei einer Immobilienfirma, studierte sie ab 1967 in New York an der Columbia University und der New York University Germanistik und erwarb hier ihren Dr. phil. Anfang der 1970er-Jahre zog Siegel nach Europa zurück und siedelte sich in Zürich an. Von 1973 bis 1979 war sie Leiterin der AKAD, einem privaten Bildungsträger. Die Gründung der AKAD Femina 1976 gilt als Pionierprojekt in der Frauenbildung.
Im Alter von 40 Jahren hat sich Monique R. Siegel mit MRS - Institut für Frauenbildung und Frauenförderung selbstständig gemacht. Später wurde daraus die Beratungsfirma MRSThink, die das Management-Symposium für Frauen (1985–1996) veranstaltete, die Zukunftstage Zürich (1997–1999) initiierte, Vorträge und Keynotes hielt und Firmen beriet. Von 1980 bis 1982 war Siegel Herausgeberin und Chefredakteurin der Zeitschrift „jetzt – von Frauen für Frauen“.
Zwischendurch absolvierte Siegel an der Universität Zürich ein Studium in Angewandter Ethik und war als Wirtschaftsethikerin tätig. Sie war eine gefragte Wirtschaftsexpertin im Hörfunk und im Fernsehen, arbeitet als Kolumnistin für Organisator, eine Fachzeitschrift für Kleine und mittlere Unternehmen (KMU), sowie als Publizistin bei Journal 21.
Siegel gründete den Think Tank „Female Shift“ und war von 1977 bis 2019 mit einer kurzen Unterbrechung Mitglied des Frauennetzwerkes Business and Professional Women (BPW) im Club Schweiz.
Ihr gesamtes Berufsleben hat Siegel der Bildung und dem Wissenserwerb verschrieben. Sie war aber eine Skeptikerin und Kritikerin gegenüber dem Begriff Wissensgesellschaft. Schon frühzeitig beobachtete sie die Prozesse und Veränderungen, die die Möglichkeiten des Internets auf den Wissenserwerb haben.
Monique R. Siegel starb am 9. Juni 2019 in Zürich nach schwerer Krankheit.

## Publikationen
- Zwischen Tradition und Erneuerung. Führungsfrauen der Geschichte. Poeschel, Stuttgart 1989, ISBN 978-3-7910-0598-0.
- Weibliche Führungskunst. Frauenkarrieren in der Geschichte. Fischer Taschenbuch, Frankfurt a. Main 1993, ISBN 978-3-596-11117-6.
- Arbeit macht Spass! Poeschel, Stuttgart 1993 ISBN 978-3-7910-0681-9.
- Weibliches Unternehmertum. Zürcherinnen schreiben Wirtschaftsgeschichte. NZZ 1994, ISBN 978-3-85823-495-7.
- Über den Umgang mit Menschen. Moral und Stil im 3. Jahrtausend. Orell Füssli, Zürich 1999, ISBN 978-3-280-02637-3.
- Vom Lipstick zum Laptop. Die Frau in der Businesswelt. Orell Füssli, Zürich 2000, ISBN 978-3-280-02661-8.
- Espresso mit Zitrone. Autobiografie. Pendro, München 2002, ISBN 978-3-85842-481-5.
- Wo lassen Sie denken? Sieben Schritte zur Innovation. Orell Füssli, Zürich 2004, ISBN 978-3-280-05100-9.
- Menschenrechte und Polizeiarbeit. Manual für Aargauer Polizeiausbildung. Kik, 2006.
- Rosmarie Michel. Leadership mit Bodenhaftung. Orell Füssli, Zürich 2007, ISBN 978-3-280-06089-6.
- Eine Sandale für Ruth. Novellen in der Bibel. Elster, Zürich 2009, ISBN 978-3-907668-78-8.
- War’s das schon? Wie Frauen ihre Chancen verpassen. Orell Füssli, Zürich 2014, ISBN 978-3-280-05550-2.

### Hörbuch
- Vom Lipstick zum Laptop. Die Frau in der Businesswelt. HÖRBUCHPRODUKTIONEN, ISBN 978-3-89614-249-8.[8]